# تئو والس
تئو والس (انگلیسی: Theo Valls؛ زادهٔ ۱۸ دسامبر ۱۹۹۵) بازیکن فوتبال اهل فرانسه است.
از باشگاه‌هایی که در آن بازی کرده‌است می‌توان به باشگاه فوتبال نیم المپیک اشاره کرد.